# الدوري اللاتفي الممتاز 2007
الدوري اللاتفي الممتاز 2007 (باللاتفية: 2007. gada Latvijas futbola Virslīgas sezona) هو الموسم 17 من  الدوري اللاتفي الممتاز. أقيم خلال الفترة 7 أبريل 2007 وحتى 4 ديسمبر 2007، والذي يشرف على تنظيمه اتحاد لاتفيا لكرة القدم، وكان عدد الأندية المشاركة فيه  8، وفاز فيه نادي فنتسبيلس.